# 20363 Komitov
20363 Komitov (tên chỉ định: 1998 KU1) là một tiểu hành tinh vành đai chính. Nó được khám phá Chương trình nghiên cứu đối tượng gần Trái Đất của đài thiên văn Lowell ở Anderson Mesa ở Coconino County, Arizona, ngày 18 tháng 5 năm 1998. Nó được đặt theo tên Boris Petrov Komitov, một nhà thiên văn học ở Viện hàn lâm Khoa học Bulgaria.